# 1974 en sport
Cet article présente les faits marquants de l'année 1974 en sport.

## Automobile
- Emerson Fittipaldi remporte le Championnat du monde de Formule 1 au volant d'une McLaren-Ford.

## Baseball
- Les Athletics d'Oakland remportent les World Series face aux Dodgers de Los Angeles.
- Hank Aaron frappe son 715e coup de circuit, battant le record de Babe Ruth.
- Finale du championnat de France : Nice UC bat Paris UC.

## Basket-ball
- NBA : les Celtics de Boston sont champion NBA face aux Bucks de Milwaukee.
- Berck champion de France. MVP Pierre Galle.

## Boxe
- 30 octobre : dans le stade de Kinshasa, Mohamed Ali, alias Cassius Clay, bat George Foreman par KO au 8e round, et redevient champion du monde des poids lourds.

## Cyclisme
- Geneviève Gambillon gagne les championnats du monde sur route. C'est son deuxième titre mondial après celui de 1972.
- Eddy Merckx remporte son cinquième Tour de France en 5 participations et devient champion du monde pour la troisième fois. Il est le premier coureur à effectuer le triplé Giro-Tour- championnat du monde sur route.

## Football
- L'Allemagne remporte la Coupe du monde de la FIFA.
  - Article de fond : Coupe du monde de football de 1974

## Football américain
- 13 janvier : Super Bowl VIII : Dolphins de Miami 24, Vikings du Minnesota 7. Article détaille : Saison NFL 1973.

## Hockey sur glace
- Les Flyers de Philadelphie remportent la Coupe Stanley.
- Coupe Magnus : Saint-Gervais champion de France.
- SC Berne champion de Suisse.
- L’URSS remporte le championnat du monde.

## Rugby à XIII
- 19 mai : à Toulouse, Saint-Gaudens remporte le Championnat de France face à Villeneuve-sur-Lot 21-8.
- 26 mai : à Perpignan, Albi remporte la Coupe de France face à Lézignan 21-11.

## Rugby à XV
- L'Irlande remportent le Tournoi des Cinq Nations.
- L'AS Béziers est champion de France.

## Ski alpin
- Championnats du monde à Saint-Moritz (Suisse) : l'Autriche remporte 8 médailles, dont 3 d'or.
- Coupe du monde
  - L'Italien Piero Gros remporte le classement général de la Coupe du monde.
  - L'Allemande Annemarie Moser-Pröll remporte le classement général de la Coupe du monde féminine.

## Tennis
- Roland Garros : première victoire de Chris Evert.
- Wimbledon : Chris Evert remporte le tournoi pour la première fois.

## Naissances
- 3 janvier : Alessandro Petacchi, coureur cycliste italien.
- 9 janvier : Jeremy Akers, joueur américain de football américain.
- 12 janvier : Séverine Vandenhende, judokate française.
- 16 janvier : Kati Winkler, patineuse artistique allemande.
- 22 janvier : Nobuyuki Yanagawa, lutteur japonais de sumo.
- 23 janvier : Bernard Diomède, footballeur français, champion du monde en 1998.
- 27 janvier : Ole Einar Bjørndalen, biathlète norvégien.
- 3 février : Florian Rousseau, cycliste sur piste français.
- 10 février :
  - Lionel Potillon, footballeur français.
  - Andrej Golić, handballeur français.
- 12 février :
  - Naseem Hamed, boxeur britannique.
  - Toranosuke Takagi, pilote automobile japonais de Formule 1, ayant disputé 32 Grands Prix en 1998 et 1999.
- 18 février : Ievgueni Kafelnikov, joueur de tennis russe.
- 12 février : Sébastien Loeb, pilote de rallye français.
- 5 mars : Larbi Benboudaoud, judoka français, champion du monde en 1999, vice-champion olympique en 2000 et entraineur national.
- 13 mars : Thomas Enqvist, joueur de tennis suédois.
- 14 mars : Gonzalo Longo, joueur de rugby à XV argentin.
- 15 mars : Percy Montgomery, joueur de rugby à XV sud-africain.
- 18 mars : Arsi Harju, athlète finlandais, lanceur du poids.
- 23 mars : Manuel Dos Santos, footballeur français originaire du  Cap-Vert.
- 18 avril : John Kelly, joueur irlandais de rugby à XV.
- 29 avril :  Alana Blahoski, joueuse de hockey sur glace américaine. Championne olympique lors des Jeux olympiques d'hiver de 1998 à Nagano au Japon.
- 10 mai : Sylvain Wiltord, footballeur français.
- 26 mai : Lars Frölander, nageur suédois.
- 8 juin : Sharn Wordley, cavalier néo-zélandais de saut d'obstacles.
- 20 juin : Attila Czene, nageur hongrois, spécialiste des épreuves de 4 nages.
- 21 juin : Flavio Roma, footballeur italien.
- 26 juin : Dieter Kalt, joueur de hockey sur glace autrichien.
- 1er juillet : Jefferson Pérez, athlète équatorien, spécialiste de la marche, champion olympique du 20km marche aux Jeux d'Atlanta en 1996, champion du monde sur la même distance en 2003 à Paris puis 2005 à Helsinki.
- 4 juillet : Denis Pankratov, nageur soviétique et russe.
- 4 juillet : Liv Grete Poirée, biathlète norvégienne.
- 13 juillet : Jarno Trulli, pilote italien de Formule 1.
- 23 juillet : Maurice Green, athlète américain, champion olympique du 100 mètres et du 4 × 100 mètres aux Jeux de Sydney en 2000, champion du monde du 100 mètres en 1997, 1999 et 2001, du 200 mètres en 1999 et du 4 × 100 mètres en 1999 et 2001.
- 7 août : Yohan Bernard, nageur français, spécialiste de la brasse.
- 9 août : Raphaël Poirée, biathlète français.
- 16 août :
  - Krisztina Egerszegi, nageuse hongroise.
  - Didier Cuche, skieur alpin suisse.
  - Iván Hurtado, footballeur équatorien.
- 23 août : Samantha Davies, skipper britannique.
- 6 septembre : Tim Henman, joueur de tennis britannique.
- 10 septembre : Gábor Zavadszky, footballeur hongrois. († 7 janvier 2006).
- 14 septembre : Hicham El Guerrouj, athlète marocain.
- 21 septembre : Henning Fritz, handballeur allemand évoluant au poste de gardien de but, champion du monde en 2007, champion d'Europe en 2004.
- 10 octobre : 
  - Dale Earnhardt Jr, pilote automobile américain en NASCAR.
  - Julio Cruz, footballeur argentin.
- 14 octobre : Viktor Röthlin, athlète suisse spécialiste du marathon, médaille de bronze lors des championnats du monde d'athlétisme 2007.
- 24 octobre : David Evans, joueur gallois de squash.
- 29 octobre : Michael Vaughan, joueur de cricket anglais.
- 8 novembre : Penelope Heyns, nageuse sud-africaine, championne olympique du 100 m et 200 m brasse aux Jeux d'Atlanta en 1996.
- 9 novembre :
  - Alessandro Del Piero, footballeur italien.
  - Sven Hannawald, sauteur à ski allemand.
- 15 novembre : Cédric Burdet, handballeur français.
- 16 novembre : Paul Scholes, footballeur anglais.
- 18 novembre : Petter Solberg, pilote de rallye norvégien.
- 22 novembre :
  - David Pelletier, patineur artistique québécois.
  - Finian Maynard, véliplanchiste irlandais, quatre fois champion du monde de 1998 à 2001.
- 30 novembre : Sam Ftorek, joueur professionnel de hockey sur glace américain.
- 1er décembre : Roberto Chiacig, basketteur Italien, évoluant au poste d'intérieur.
- 12 décembre :
  - Bernard Lagat, athlète kenyan.
  - Eric Nkansah, athlète ghanéen spécialiste du 100 m.
- 20 décembre : Pietro Piller Cottrer, skieur de fond italien.
- 24 décembre : Tadjou Salou, footballeur togolais. († 2 avril 2007).
- 29 décembre : Sangina Baidya, taekwondoïste népalaise.

## Décès
- 15 février : Marcel Dangles, 75 ans, footballeur français. (° 26 février 1899).
- 21 février : Tim Horton, 44 ans, hockeyeur sur glace puis homme d'affaires canadien (° 12 janvier 1930).
- 22 mars : Peter Revson, 35 ans, pilote automobile américain, ayant disputé 30 GP de Formule 1 entre 1964 et 1974. (° 27 février 1939).
- 24 mai : Konrad Frey, 65 ans, gymnaste allemand, triple champion olympique (cheval d'arçon, barres parallèles et par équipes) aux Jeux de Berlin en 1936. (° 24 avril 1909).
- 5 décembre : Hazel Hotchkiss, 87 ans, joueuse de tennis américaine. (° 20 décembre 1886).